# Erve Asito
Erve Asito este un stadion cu capacitatea de 12.080 de locuri din Almelo, Țările de Jos. Este stadionul echipei de fotbal Heracles Almelo.